# Milislav Popović
Milislav Popović (* 6. März 1997 in Sydney) ist ein australischer Fußballspieler, der auch die kroatische und die serbische Staatsbürgerschaft besitzt.

## Karriere

### Verein
Popović begann seine Karriere beim Blacktown City Demons FC. Zur Saison 2013/14 wechselte er nach Italien in die Jugend von Lazio Rom. Zur Saison 2015/16 wechselte er nach Deutschland zu den A-Junioren des TSV Havelse. Im August 2015 stand er gegen den Goslarer SC 08 erstmals im Kader der ersten Mannschaft von Havelse. Sein Debüt für diese in der Regionalliga gab er im November 2015, als er am 18. Spieltag jener Saison gegen den BSV Rehden in der 61. Minute für Deniz Undav eingewechselt wurde. In jenem Spiel erzielte er auch mit dem Treffer zum 1:1-Endstand sein erstes Regionalligator.
Nach vier Einsätzen für Havelse wechselte er im Januar 2016 zum 1. FC Köln, für dessen ebenfalls viertklassige Zweitmannschaft er zum Einsatz kommen sollte. Bis Saisonende kam er zu sechs Einsätzen für Köln II, in denen er ohne Treffer blieb. Auch in der Saison 2016/17 kam Popović zu keinem Treffer für Köln II in 15 Saisoneinsätzen. Zur Saison 2017/18 wechselte er zur Zweitmannschaft von Eintracht Braunschweig, bei der er einen bis Juni 2019 laufenden Vertrag erhielt. Für Braunschweig II absolvierte er in jener Saison 29 Regionalligaspiele und erzielte dabei drei Tore. Mit Braunschweig II musste er jedoch zu Saisonende aus der Regionalliga zwangsabsteigen, woraufhin er den Verein verließ.
Nach einem halben Jahr ohne Verein wechselte er im Januar 2019 zum österreichischen Zweitligisten SV Lafnitz. Im Januar 2019 riss er sich jedoch im Training das Kreuzband und fiel fast ein Jahr lang aus. Im November 2019 debütierte er schließlich in der 2. Liga, als er am 16. Spieltag der Saison 2019/20 gegen den SC Austria Lustenau in der 82. Minute für Christoph Gschiel eingewechselt wurde. Dies blieb sein einziger Einsatz für die Steirer. Nach der Saison 2019/20 verließ er den Verein.
Zur Saison 2020/21 kehrte er nach Australien zurück und wechselte in die A-League zum Macarthur FC. Dort absolvierte er aber nur fünf Ligaspiele und so wechselte er ein Jahr später zum bulgarischen Zweitligisten FC Strumska Slava Radomir. Nach einer Spielzeit, in der Popović sechs Treffer in 27 Partien erzielen konnte, ging der Stürmer weiter zu Victoria Rosport in die BGL Ligue nach Luxemburg. Dort kam er in den folgenden anderthalb Jahren wegen Verletzungen nur zu drei Ligaspielen. Seit Januar 2024 spielt Popović nun für die Marconi Stallions in der australischen New South Wales Premier League und gewann dort auf Anhieb die Meisterschaft.

### Nationalmannschaft
Popović spielte ab 2017 ein Jahr für die australische U-23-Nationalmannschaft. Mit dieser nahm er 2018 an der Asienmeisterschaft teil, bei der die Auswahl jedoch als Dritter der Gruppe D in der Vorrunde ausschied. Popović kam dabei in allen drei Spielen seines Landes zum Einsatz.

## Erfolge
- NSW Premier League-Sieger: 2024